# 瓦氏尖鼻魨
瓦氏尖鼻魨（学名：Canthigaster valentini，又稱橫帶扁背魨，俗名日本婆）為輻鰭魚綱魨形目四齒魨科扁背鲀属的一種鱼类。

## 分布
本魚多生活于热带浅海，分佈於印度太平洋區、印度洋非洲东岸，包括東非、南非、馬達加斯加、模里西斯、紅海、塞席爾群島、留尼旺、夏威夷群岛、馬爾地夫、印度、斯里蘭卡、泰國、中國、韓國、日本、台灣海峡、菲律賓、越南、泰國、馬來西亞、印尼、新幾內亞、澳洲昆士兰、庫克群島、密克羅尼西亞、馬里亞納群島、新喀里多尼亞、薩摩亞群島、東加、萬那杜、法屬波里尼西亞等海域。

## 深度
水深1至55公尺。

## 特徵
本魚體呈圓筒形，被覆由鱗片特化的細棘；口小，魚體乳白色，背部有四條明顯的黑色鞍狀斑，其中第二及第三個鞍狀斑延伸至腹側。頭部呈藍灰色，身體呈白色有藍灰色的小斑點。尾巴及鰭暗顯出黃色，眼睛後有彩虹色。體長可達11公分，體型和外型與鋸尾副革單棘魨〔Paraluteres prionurus〕極度相似。

## 生態
本魚棲息在礁沙混合區的礁石斜坡或大礁的陰暗處活動，許多種類的幼魚會模仿此種魚，屬雜食性，以藻類、被囊動物以及少量的珊瑚、苔蘚蟲、多毛類、棘皮動物、軟體動物為食。具領域性，通常由一尾雄魚和數尾雌魚組成，繁殖期時雌魚會將卵產在海藻從中。

## 經濟利用
皮膚具毒性之小型鱼类，不具食用价值，体色艳丽，常被当做观赏用鱼。

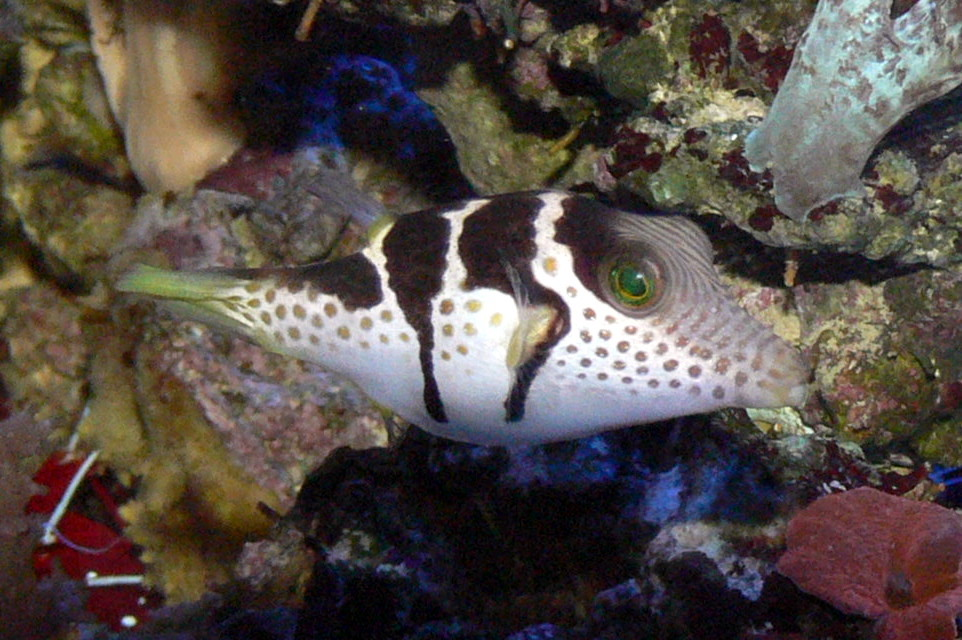
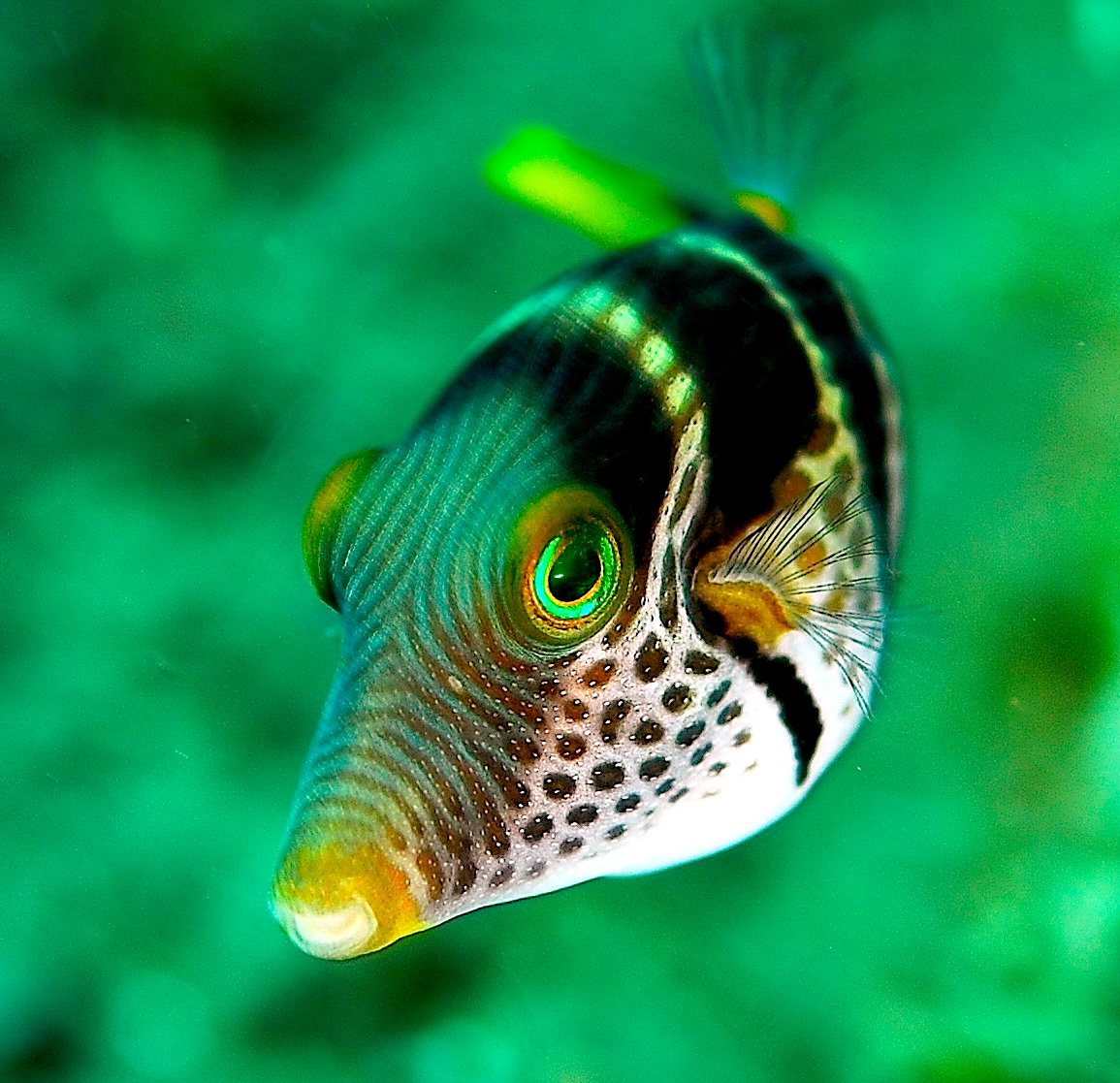
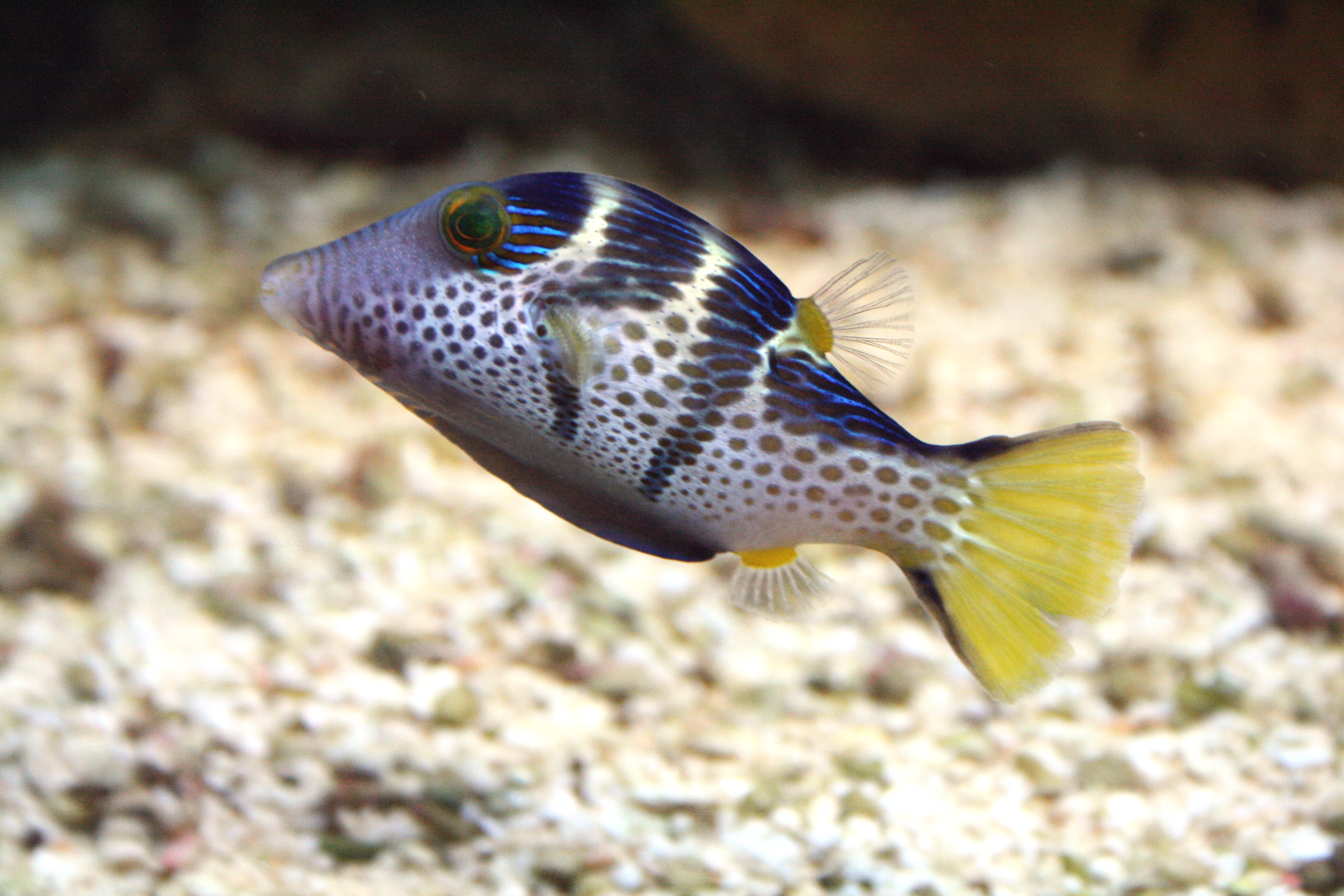